# Бартоломей Зиморович
Юзеф Бартоломей Зиморович-Озимек, або Бартоломей Зиморо́вич (20 серпня 1597, Львів — 14 жовтня 1677, там само) — польський поет, історик, бурґомістр Львова. Брат Шимона Зиморовича.

## Біографія
Бартоломей Зиморович народився у Львові 20 серпня 1597 року, за переказами — у вірменській родині муляра Станіслава Озимка на Галицькому передмісті Львова. Зиморовичі проживали на вулиці Глинянській, яка тягнулася через названий так ще тоді Личаків в сторону Винників. Ця вулиця разом з рештою Личакова становила приблизно двісті домів з власним костелом і церквою і власним урядом, який складався з війта і кількох старших, котрі підпорядковувалися владі самого міста.
Навчався у Катедральній школі. На 23 році життя написав польською мовою свою першу збірку сатиричних віршів та ліричних пісень «Життя козаків Лісовських». Тоді став працювати у львівському маґістраті, згодом був обраний райцею (тобто, членом Ради), отримав титул «видатний і славний пан». Був провізором (опікуном) шпиталів Святого Духа і святої Анни.
1623 року написав свою першу поему «Пам'ятка з турецької війни», в якій прославив перемогу козаків у битві з турками під Хотином. А на своє весілля він отримав у подарунок від молодшого брата Шимона поетичний цикл із шістдесяти дев'яти барокових ідилій під назвою «Роксоланки, тобто руські панни».
1648 року вперше обраний бурґомістром Львова. Надалі ще кілька разів перемагав на виборах голови Ради міста. Керував обороною Львова під час облоги міста козацьким військом 1655 року. 1664 року за бездіяльність під час єврейських погромів був засуджений до ув'язнення на рік і 6 тижнів і вигнання з міста, проте зумів відкупитись і уникнути покарання. 1672 року знову організовував оборону міста від турків і татар.
Упродовж чотирьох десятиліть досліджував джерела з історії Львова, зрештою узагальнивши зібрані відомості у праці латинською мовою під назвою «Потрійний Львів». Цю першу історію Львова від 1202 до 1633 року автор присвятив «найшляхетнішим мужам, панам радним сенату львівського».
Поет описав події Хмельниччини у збірці віршів «Ідилії новоруські», яку видав того ж року під іменем брата. У 1663 році видав поетичну збірку «Селянки руські».
Помер у Львові 14 жовтня 1677 року. Місце поховання невідоме.

## Праці
- Життя козаків Лісовських (пол. Żywot Kozaków Lisowskich) (1620) [недоступне посилання з серпня 2019]
- Гумористична біблія Лютера (пол. Testament luterski żartownie napisany) (1623)
- Пам'ятка з турецької війни (пол. Pamiątka wojny tureckiej) (1623)
- Ecce deus, ecce homo - Львів, друкарня Шеліги, 1633
- Advocatus mundi (1640)
- Jesus, Maria, Joseph (1640)  [Архівовано 3 листопада 2013 у Wayback Machine.]
- Hymny na uroczyste święta Bogarodzice Maryi (1640)
- Sielanki nowe ruskie (1663)
- Viri illustres civitatis Leopoliensis [Архівовано 14 липня 2018 у Wayback Machine.] (1671)
- Domus virtutis et honoris (in Thaumaturgus Russiae, 1673)  [Архівовано 16 квітня 2014 у Wayback Machine.]
- Leopolis Russiae metropolis, a Turcis, Tartaris, Cosacis, Moldavis Anno MDCLXXII (1672) hostiliter obsessa a Deo mirifice liberata [Архівовано 14 липня 2018 у Wayback Machine.] (1693)
- Потрійний Львів (лат. Leopolis triplex) (~1640-ві)  [Архівовано 23 вересня 2020 у Wayback Machine.]

## Сім'я
Був одружений чотири рази (третя — донька Мартина Ґросваєра Розалія) і по смерті дружин успадкував великі маєтки. Зазнав великих збитків під час облог міста 1648 і 1655, коли було спалено його будинки на передмістях. Через судову тяганину з родичами дружин втратив значну частину майна, а завдяки зятеві потрапив у борги. Мав чотирьох рідних дітей та трьох усиновлених.

## Вшанування
Великий внесок у дослідження праць і життя Бартоломея Зиморовича здійснив у XIX ст. польський дослідник, професор польської літератури Львівського університету Корнелій Юліус Гек, котрий ретельно вивчав твори і біографію хроніста. В 1897 році у Львові він видав книгу про відомого міщанина в трьохсоту річницю його народження, на замовлення Ради міста. Корнелій Гек так говорив про видатну постать Зиморовича: «На такому тлі виявляється в належному світлі нинішня книжка, видана на поклик Ради міста, як подальше продовження гідного відзначення трьохсотої річниці від дня народження Б. Зиморовича, котрий колись мужньо захищав Львів власними грудьми від навали турків і татар і разом з тим вмів заклопотано і горливо служити йому пером. Майже немає праці про Львів, де автор не мусів би посилатись на хроніку Зіморовича…».
У Львові до 1939 року існувала вулиця Бартоломея Зиморовича, перейменована 1944 року на вулицю Міхаіла Лєрмонтова, а у 1996 — Джохара Дудаєва. Меморіальну таблицю на будинку на площі Ринок 29, демонтовано 1947 р. радянською владою.